# Okres Ústí nad Orlicí
Ústí nad Orlicí (Duits: Wildenschwert) is een district (Tsjechisch: Okres) in de Tsjechische regio Pardubice. De hoofdstad is Ústí nad Orlicí. Het district bestaat uit 113 gemeenten (Tsjechisch: Obec). Op 1 januari 2007 is het grondgebied van deze okres op verschillende plaatsen veranderd. De gemeenten Němčice, Sloupnice en Vlčkov hoorden voordien nog wel bij deze okres, nu horen ze bij Okres Svitavy. De gemeenten Leština, Nové Hrady, Řepníky, Stradouň en Vinary horen nu bij deze okres, terwijl ze voor 1 januari 2007 onderdeel van de okres Chrudim waren. Radhošť en Týnišťko hebben de okres Pardubice verwisseld voor dit district.

## Lijst van gemeenten
De obce (gemeenten) van de okres Ústí nad Orlicí. De vetgedrukte plaatsen hebben stadsrechten. De cursieve plaatsen zijn steden zonder stadsrechten (zie: vlek).
Albrechtice - Anenská Studánka - Běstovice - Bošín - Brandýs nad Orlicí - Bučina - Bystřec - Cotkytle - Čenkovice - Červená Voda - Česká Rybná - Česká Třebová - České Heřmanice - České Libchavy - České Petrovice - Damníkov - Dlouhá Třebová - Dlouhoňovice - Dobříkov - Dolní Čermná - Dolní Dobrouč - Dolní Morava - Džbánov - Hejnice - Helvíkovice - Hnátnice - Horní Čermná - Horní Heřmanice - Horní Třešňovec - Hrádek - Hrušová - Choceň - Jablonné nad Orlicí - Jamné nad Orlicí - Javorník - Jehnědí - Kameničná - Klášterec nad Orlicí - Koldín - Kosořín - Králíky - Krasíkov - Kunvald - Lanškroun - Leština - Letohrad - Libecina - Libchavy - Lichkov - Líšnice - Lubník - Lukavice - Luková - Mistrovice - Mladkov - Mostek - Nasavrky - Nekoř - Nové Hrady - Orlické Podhůří - Orličky - Ostrov - Oucmanice - Pastviny - Petrovice - Písečná - Plchovice - Podlesí - Přívrat - Pustina - Radhošť - Rudoltice - Rybník - Řepníky - Řetová - Řetůvka - Sázava - Seč - Semanín - Skořenice - Slatina - Sobkovice - Sopotnice - Sruby - Stradouň - Strážná - Studené - Sudislav nad Orlicí - Sudslava - Svatý Jiří - Šedivec - Tatenice - Těchonín - Tisová - Trpík - Třebovice - Týnišťko - Újezd u Chocně - Ústí nad Orlicí - Velká Skrovnice - Verměřovice - Vinary - Voděrady - Vraclav - Vračovice-Orlov - Výprachtice - Vysoké Mýto - Zádolí - Záchlumí - Zálší - Zámrsk - Zářecká Lhota - Žamberk - Žampach - Žichlínek
Chrudim · Pardubice · Svitavy · Ústí nad Orlicí